# Sedmerica proti Tebam
Sedmerica proti Tebam (Ἑπτὰ ἐπὶ Θήβας) je starogrška tragedija, ki jo je napisal dramatik Ajshil leta 467 pr.n.št. Glavni dramski konflikt temelji na vojni problematiki. Ozadje in motivika tragedije sta vzeta iz tebanskega mita. V njej se prepletata dva motiva:
- pravični motiv obrambe in rešitve domovine
- medsebojno uničenje potomcev istega rodu

Prevladujoči je seveda prvi motiv: obramba svobode pred suženjskim jarmom, ki grozi domovini. S to dramo je Ajshil dobil prvo mesto na tragiškem agonu.

## Zgradba
- 1. del: Lajos (Λάιος)
- 2. del: Ojdip (Οἰδίπους)
- 3. del: Sedmerica proti Tebam (Ἑπτὰ ἐπὶ Θήβας)
- Satirska igra: Sfinga (Σϕίγξ)

Nam v celoti ohranjeno delo je Sedmerica proti Tebam; satirska igra Sfinga je ohranjena le v fragmentih.

## Osebe
- Eteokles (Ἐτεοκλῆς) - Ojdipov sin, kralj Teb
- sel
- zbor tebanskih deklet
- Antigona (Ἀντιγόνη)
- Ismena (Ἰσμήνη)
- glasnik

## Vsebina
Kralj Ojdip se je prostovoljno odločil zapustiti Tebe in oditi v izgnanstvo in tako sta si oblast razdelila njegova sinova Eteokles in Polinejkes. Sklenila sta, da bosta vladala izmenično, torej vsako leto drug, vendar se Eteokles po enem letu vladanja ni hotel držati dogovora in kraljevskega žezla ni hotel prepustiti Polinejku. Ta je, užaljen in izigran, zapustil Tebe in odšel na Peloponez, kjer se je v Argosu poročil s hčerjo tamkajšnega kralja Adrasa. Zbral je vojsko šestih zaveznikov, se odpravil proti Tebam in tam oblegal svoje rodno mesto - 'mesto s sedmimi vrati'. Eteokles se je napadalcem s Peloponeza pogumno postavil po robu in preudarno razporedil svoje sile v obrambo mestnega obzidja. Polinejkes se je odločil naskočiti vrata, ki jih je varoval Eteokles, preostalih šest njegovih zaveznikov pa se je s svojimi vojskami razporedilo ob preostalih mestnih vratih. Sestri Antigona in Ismena sta še v zadnjem trenutku skušali posredovati, da bi se brata pobotala. V odločilni nočni bitki so napadalci doživeli hud poraz in mesto je bilo rešeno, toda med bratoma je prišlo do usodnega dvoboja, v katerem sta drug drugega pokončala.
Pravičnost obrambne vojne je nakazana že v samih imenih obeh junakov:
- Eteokles - junak, ki pooseblja resnično slavo (Ἐτεοκλήειος = junaški)
- Polinejkes - netilec razdora (πολύ = veliko + νεῖκος = prepir)

## Obravnavanje tebanske motivike
Za Ajshilom sta tebanski mit obravnavala tudi:
- Sofokles - bratskega spora se je le bežno dotaknil v enem izmed sklepnih prizorov svoje zadnje drame Kralj Ojdip v Kolonu
- Evripid - v delu Feničanke bratski spor izčrpno obdela; Eteokles je prikazan kot brutalen nasilnež, Polinejk pa izžareva veliko več človeške topline